# U-18-Faustball-Europameisterschaft 2002
Die 4. Faustball-Europameisterschaft für männliche U18-Mannschaften fand am 20. und 21. Juli 2002 in Villach (Österreich) zur gleichen Zeit mit der Europameisterschaft 2002 für weibliche U18-Mannschaften statt. Österreich war zum zweiten Mal Ausrichter der Faustball-Europameisterschaft der männlichen U18-Mannschaften.

## Platzierungen
| Rang | Land        |
| ---- | ----------- |
| 1.   | Deutschland |
| 2.   | Österreich  |
| 3.   | Schweiz     |
| 4.   | Italien     |